# Kornellmätare
Kornellmätare (Asthena anseraria) är en fjärilsart som beskrevs av Gottlieb August Herrich-Schäffer 1854. Kornellmätare ingår i släktet Asthena och familjen mätare. Arten är reproducerande i Sverige. Inga underarter finns listade i Catalogue of Life.